# Rosa 'Belvedere'
Rosa 'Belvedere' — сорт роз относящийся к классам Чайно-гибридные розы, Шрабы.
Сорт назван в честь английского композитора Эдварда Бенджамина Бриттена.

## Происхождение
Не раскрыто.
Селекционер: Ганс Юрген Эверс (англ. Evers, Hans Jürgen), Германия, 1996.
Сорт введён в культуру фирмой Rosen-Tantau.

## Биологическое описание
Куст высотой 120—150 см.
Цветки 10—12 см в диаметре, оранжево-розовые.
Лепестков 26—40.
Аромат сильный, с оттенками специй.
Цветение непрерывное.

## В культуре
Декоративное садовое растение. Рекомендуемая плотность посадки 3—4 куста на м².
USDA-зона: 6b (−17.8 °C… −20.6 °C) — 9b
Сорт восприимчив к заболеваниям чёрной пятнистостью роз и мучнистой росой.